# Août 1842

## Événements
- 9 août : traité Webster-Ashburton, qui fixe la frontière nord-est entre les États-Unis et le Canada.
- 10 août : une loi, proposée par Lord Ashley, interdit le travail des femmes et des enfants de moins de dix ans dans les mines du Royaume-Uni.
- 14 août : fin de la seconde Guerre séminole.
- 20 août (Brésil) : révolution libérale au São Paulo et à Minas Gerais pour protester contre l’investiture d’un cabinet conservateur et le retour à la centralisation. 3000 rebelles sont écrasés par le duc de Caxias au Mina Gerais, ainsi que 1 500 révoltés à Sao Paulo. Les libéraux fondent le club des patriarches invisibles, qui aura des ramifications dans tout le pays.
- 29 août : signature du traité de Nankin, qui met fin à la première guerre de l'opium après la défaite de la Chine et ouvrant le pays à l'influence étrangère. Cinq ports sont ouverts aux Européens (Canton, Amoy, Fou-tcheou, Ning-po, Shanghai) et Hong Kong est cédé au Royaume-Uni pour une durée de 150 ans. Les Britanniques obtiennent une indemnité de guerre.
- 30 août, France : loi sur la régence du royaume. Elle écarte la duchesse d'Orléans de la régence.

## Naissances
- 5 août : Ferdinand Keller, peintre allemand († 8 juillet 1922).
- 14 août : Gaston Darboux (mort en 1917), mathématicien français.
- 23 août : Osborne Reynolds (mort en 1912), ingénieur et physicien.

## Décès
- 9 août : Vladimir Gadon (né en 1775), homme politique et insurgé lituanien.
- 18 août : Louis Claude de Saulces de Freycinet (né en 1779), géologue et géographe français.
- 19 août : Alexandre Du Sommerard (né en 1779), archéologue français.